# جولین اینگراسیا
جولین اینگراسیا (انگلیسی: Julien Ingrassia؛ زادهٔ ۲۶ نوامبر ۱۹۷۹) راننده رالی اهل فرانسه است. همکاری با سباستین اوژیه، او با تیم فولکس‌واگن موتوراسپرت در سال‌های ۲۰۱۳، ۲۰۱۴، ۲۰۱۵ و ۲۰۱۶ ، در سال‌های ۲۰۱۷ و ۲۰۱۸ با تیم رالی جهانی ام-اسپرت، و در سال‌های ۲۰۲۰ و ۲۰۲۱ با تیم تویوتا گازو ریسینگ دبلیوآرتی به عنوان قهرمانی جهان در مسابقات رالی دست یافت.

## زندگی حرفه‌ای
جولین اینگراسیا کار حرفه‌ای خود را به عنوان فروشنده آغاز کرد، اما پس از کشف دنیای رالی در سال ۲۰۰۲ به عنوان نقشه‌خوان در مسابقات "کریتریوم د سون" فرانسه وارد این ورزش شد. او طی چند سال تجربه در رالی‌های منطقه‌ای و در سال ۲۰۰۴ در جام پژو ۲۰۶ رقابت کرد.  
در پایان سال ۲۰۰۵، ژولین در گزینش Rallye Jeunes که توسط فدراسیون فرانسه سازمان‌دهی شده بود شرکت کرد و با سباستین اوژیه، برنده آن سال برای اولین بار آشنا شد. آنها در فصل ۲۰۰۶ در تیم Rallye Jeunes FFSA هم تیمی شدند و جولین وظیفه نقشه‌خوانی سباستین را در نخستین مسابقات و پیروزی‌هایش در جام پژو ۲۰۶ ایفا کرد.